# David Harvey
David Harvey (Gillingham, Kent, 1935.), istaknuti profesor antropologije na Diplomskom centru Gradskog sveučilišta u New Yorku (CUNtY). Vodeći je socijalni teoretičar međunarodnog ugleda. Diplomirao je na Sveučilištu u Cambridgeu gdje je 1961. stekao PhD iz geografije. Utjecaj mu je širok, te se nalazi među 20 najcitiranijih autora u humanističkim znanostima. Štoviše, najcitiraniji je akademski geograf na svijetu (prema Andrewu Bodmanu, vidi Transactions of the IBG, 1991,1992), te autor mnogih knjiga i eseja značajnih za razvoj moderne geografije kao discipline. Njegov rad je uvelike pridonio širokoj društvenoj i političkoj debati, a nedavno je bio zaslužan za pomaganje u povratku socijalne klase i marksističkih metoda kao ozbiljnog metodološkog oruđa u kritici globalnog kapitalizma, posebice njegove neoliberalne forme.

## Život
Harvey je rođen 1935. u Gillinghamu, Kent, Engleska. Pohađao je Mušku gimnaziju u Gillinghamu, a kao preddiplomski i diplomski student St John's College u Cambridgeu. Harveyjev rani rad započeo je njegovom doktorskom disertacijom (o proizvodnji hmelja u Kentu u 19. stoljeću) te je bio povijesne naravi, nastajući prema regionalno-povijesnoj tradiciji ispitivanja korištenoj na Cambridgeu i u Britaniji u to vrijeme. Povijesna ispitivanja prožimaju i njegove kasnije radove (primjerice o Parizu).
Do sredine 1960-ih slijedio je trendove u društvenim znanostima primjenjujući kvantitativne metode i pridonoseći prostornoj znanosti i pozitivističkoj teoriji. Korijeni njegova rada bili su vidljivi još za vrijeme studija na Cambridgeu, odjelu na kojem su također radili Richard Chorley i Peter Haggett. Njegovo djelo Explanation in Geography (1969) bilo je značajno za metodologiju i filozofiju geografije, primjenjujući principe preuzete iz filozofije znanosti općenito na polje geografskog znanja. Nakon ovog publiciranja Harvey je ponovo krenuo dalje započevši se zanimati za pitanja socijalne nepravde i prirode samog kapitalističkog sustava. Nikad se više nije vratio argumentima danim u Explanantion, no još se uvijek priklanja kritici apsolutnog prostora i ekscepcionalizma u geografiji regionalno-povijesne tradicije koju je vidio kao rezultat kantovskog sintetičkog a priori znanja.
Prešavši s Bristolskog sveučilišta na Sveučilište Johnsa Hopkinsa u Baltimoreu u SAD-u, pozicionirao se u centar novonastajućeg polja radikalne i marksističke geografije. Nepravda, rasizam i eksploatacija bili su vidljivi u Baltimoreu, a aktivizam o tim pitanjima bio je opipljiv u ranim 1970-ima na Istočnoj obali, možda više nego u Britaniji. Časopis Antipode pokrenut je na Clarkovu sveučilištu, a Harvey je bio jedan od prvih pridonositelja. Susreti bostonskog Udruženja američkih geografa u 1971. predstavili su prekretnicu, a Harvey i drugi napustili su tradicionalan pristup svojih kolega. Godine 1972. u slavnom eseju o formiranju geta zagovarao je stvaranje "revolucionarne teorije", teorije "procjenjivane kroz revolucionarnu praksu".
U djelu Social Justice and the City (1973) Harvey je izrazio svoje stajalište kako geografija ne može ostati 'objektivna' prema urbanom siromaštvu i pridruženim bolestima. Ovo je djelo široko citirano (preko 1000 puta do 2005. u disciplini gdje je 50 citiranja rijetkost), te je značajno pridonijelo marksističkoj teoriji zagovarajući tezu da kapitalizam anihilira prostor radi osiguranja svoje vlastite reprodukcije. Dijalektički materijalizam vodio je njegovo sljedeći rad od kojih se posebno ističke teoretski sofisticirano djelo Limits to Capital (1982). LTC proširuje radikalnu geografsku analizu kapitalizma, a nakon njega uslijedilo je nekoliko knjiga o urbanim procesima i urbanom životu. The Condition of Postmodernity (1989), djelo napisano za vrijeme boravka u Oxfordu bilo je uspješnica (London Independent označio je djelo kao jedno od 50 najvažnijih djela nefikcije koje je objavljeno nakon 1945.). Djelo predstavlja materijalistički napad na postmodernističke ideje i argumente predlažući kako su oni nastali iz kontradikcija samog kapitalizma. Justice, Nature and the Geography of Difference (1996) fokusira se na socijalnu i ekološku pravdu (iako je njena dijalektička perspektiva privukla bijes određenih pripadnika zelenih). Spaces of Hope (2000) sadrži utopijsku temu i upušta se u spekulativno razmišljanje o tome kako bi alternativni svijet mogao izgledati. Njegovo istraživanje Drugog pariškog carstva i događaja koji su okruživali Parišku komunu u Paris, Capital of Modernity, nesumnjivo je njegovo najelaboriranije historijsko-geografsko djelo. Početak američke vojne akcije 2001. izaziva sve veću kritiku - u djelu The New Imperialism (2003) govori kako rat u Iraku omogućuje američkim neokonzervativcima preusmjeravanje pažnje s mnogih neuspjeha kapitalizma 'kod kuće'. Njegov najnoviji rad, A Brief History of Neoliberalism (2005), daje povijesni pregled teorije i divergentne prakse neoliberalizma od sredine 1970-ih. Ovo djelo konceptualizira neoliberaliziranu globalnu političku ekonomiju kao sustav koji pridonosi nekolicini na štetu većine, a čiji je rezultat (re)kreacija klasne distinkcije kroz ono što Harvey naziva "akumulacija otimačinom".
Nakon rođenja njegove krćeri Delfine u siječnju 1990. Harvey se vratio 1993. s Oxforda na Johnsa Hopkinsa, no u međuvremenu je produžio vrijeme drugdje kao predavač i gost od čega se posebno ističe plaćen rad kao Miliband Fellow na London School of Economics tijekom kasnih 1990-ih. Godine 2001. prešao je na Gradsko sveučilište u New Yorku kao istaknuti profesor, te sada vodi Katedru za antropologiju. Velik dio svoje akademske karijere proveo je u Angloamerici s kratkim boravcima u Francuskoj i nekolicini stranih gostujućih imenovanja (trenutačno kao aktivni profesor savjetnik na Sveučilištu Tonji u Šangaju). Vodio je mnoge poslijediplomske studente. Neki od njih poput Neila Smitha, Richarda Walkera, Erika Swyngedouwa, Michaela Johnsa, Maartena Hajera, Patricka Bonda, Melisse Wright i Grega Ruitersa sada sami drže važne akademske pozicije. Dvije konstante u Harveyjevu životu i radu bilo je poučavanje tečaja o Marxovu Kapitalu, te njegova potpora studentskom aktivizmu i zajednici te radničkom pokretu (posebice u Baltimoreu).
Harveyjev rad trpio je neprestan kritički odgovor. U ranim godinama nije bilo previše ljubavi među Harveyjem i zagovornicima kvantitativne i nepolitizirane geografije, posebice njega i Briana Berryja sa Sveučilišta u Texasu u Dallasu. Štoviše, kako je posljednjih godina zanimanje za Marxovo mišljenje bljedilo, Harveyjeva kontinuirana posvećenost njemu dovela je do ponovne procjene, a u nekim slučajevima i do odbacivanja od mlađih ljevičarskih znanstvenika. Nedavna kritička ocjena (Castree & Gregory, 2006) istražuje ove kritike u detalje.
Harveyjeve knjige su široko prevođene, posebice na korejski, španjolski, japanski i talijanski te dio na arapski, turski, norveški, ruski, njemački, kineski, poljski i rumunjski. Harvey je stekao nekoliko počasnih doktorata u Roskildeu (Danska), Buenos Airesu (Argentina), Uppsali (Švedska), Državnom sveučilištu u Ohiju (SAD), Lundovu sveučilitu (Švedska) i Sveučilištu u Kentu (UK). Među ostalim nagradama dobio je Zlatnu medalju Andersa Retziusa Švedskog antropološkog i gegrafskog društva, Patronovu medalju Kraljevskog geografskog društva i Međunarodnu nagradu u geografiji Vautrin Lud (Francuska). Godine 2007. izabran je za člana Američke akademije umjetnosti i znanosti.

## Karijera
- B.A. (Hons) St Johns College, Cambridge, 1957
- Ph.D. St Johns College, Cambridge, 1961.
- Poslijediplomski, Sveučilište u Uppsali, Švedska 1960-1961
- Predavač, geografija, Sveučilište u Bristolu, UK (1961-1969)
- Pridruženi profesor, Katedra za geografiju i ekološki inženjering, Sveučilište Johnsa Hopkinsa (1969-1973)
- Profesor, Katedra za geografiju i ekološki inženjering, Sveučilište Johnsa Hopkinsa (1973-1987, te 1993-2001)
- Halford Mackinder profesor geografije, Sveučilište u Oxfordu (1987-1993)
- Istaknuti profesor, Katedra za antropologiju, Gradsko sveučilište u New Yorku (2001-danas)

## Veća djela
- Explanation in Geography (1969)
- Social Justice and the City (1973)
- The Limits to Capital (1982)
- The Urbanization of Capital (1985)
- Consciousness and the Urban Experience (1985)
- The Condition of Postmodernity (1989)
- The Urban Experience (1989)
- Teresa Hayter, David Harvey (eds.) (1994) The Factory and the City: The Story of the Cowley Automobile Workers in Oxford. Thomson Learning
- Justice, Nature and the Geography of Difference (1996)
- Megacities Lecture 4: Possible Urban Worlds, Twynstra Gudde Management Consultants, Amersfoort, The Netherlands, (2000)
- Spaces of Hope (2000)
- Spaces of Capital: Towards a Critical Geography (2001)
- The New Imperialism (2003)
- Paris, Capital of Modernity (2003)
- A Brief History of Neoliberalism (2005)
- Spaces of Global Capitalism: Towards a Theory of Uneven Geographical Development (2006)
- The Limits to Capital New Edition (2006)
- The Communist Manifesto- New Introduction Pluto Press (2008)
- An Introduction to Capital (u tisku 2009)

## Članci, predavanja, intervjui
- Harvey, D. 2000. Possible Urban Worlds. The Fourth Megacities Lecture. The Hague.
- Merrifield, A. 2002. David Harvey: The Geopolitics of Urbanization. In Metromarxism: A Marxist Tale of the City. New York: Routledge.
- Harvey, D. 2002. Chapter in Geographical Voices: Fourteen Autobiographical Essays. Ed. p Gould and FR Pitts. Syracuse University Press.
- Harvey, D. and Kreisler, H. 2004. A Geographer's Perspective on the New American Imperialism  Arhivirana inačica izvorne stranice od 27. svibnja 2010. (Wayback Machine). Conversations with History. Institute of International Studies, UC Berkeley. audio[neaktivna poveznica] video
- Castree, N. 2004. David Harvey. In Key Thinkers on Space and Place, eds. Hubbard, Kitchin, Valentine. Sage Pubs.
- Castree, N., Essletzbichler, J., Brenner, N. 2004. "Symposium: David Harvey's 'The Limits to Capital': Two Decades On." Antipode 36(3):400-549.
- Harvey, D. 2005. A Brief History of Neoliberalism. University of Chicago Center for International Studies Beyond the Headlines Series. October 26, 2005. audio
- Harvey, D. and Choonara, J. 2006. "A War Waged by the Wealthy"  Arhivirana inačica izvorne stranice od 25. svibnja 2009. (Wayback Machine), an interview in SR magazine covering Harvey's account of neoliberalism and class.
- Jones, J.P. III, T.Mangieri, M.McCourt, S.Moore, K.Park, M.Pryce-Jones, K.Woodward. 2006.  David Harvey Live. New York: Continuum.
- Castree, N. and Gregory, D. 2006. David Harvey: a Critical Reader. Oxford: Blackwell. Trevor Barnes chapter
- Harvey, D. 2006. Neoliberalism and the City[neaktivna poveznica]. Middlebury College, Rohatyn Center for International Affairs Symposium, "Urban Landscapes: The Politics of Expression". 29. rujna 2006. audio[neaktivna poveznica] video
- Ashman, S. 2006. "Symposium: On David Harvey's 'The New Imperialism'." Historical Materialism 14(4): 3-166.
- Lilley, S. 2006 On Neoliberalism: An Interview with David Harvey MR Zine 19. lipnja 2006.
- Harvey, D. 2006. Neoliberalism and the City. 22nd Annual University of Pennsylvania Urban Studies Public Lecture. 2. studenog 2006. audio
- Harvey, D. 2007. The Neoliberal City[neaktivna poveznica]. Lecture at Dickinson College, sponsored by the Clarke Forum for Contemporary Issues. 1. veljače 2007. audio video  Arhivirana inačica izvorne stranice od 29. srpnja 2020. (Wayback Machine)
- Harvey, D., Arrighi, G., Andreas, J., 2008. Symposium on Giovanni Arrighi's Adam Smith in Beijing. 5. ožujka 2008. Red Emma's of Baltimore. video
- A Conversation With David Harvey  Arhivirana inačica izvorne stranice od 4. svibnja 2009. (Wayback Machine)
- Harvey, D. 2008 Reading Marx's Capital Otvoreni tečaj koji se sastoji od čitanja tekstova iz prvog sveska Marxova Kapitala u 13 video predavanja Davida Harveyja.
- Escobar, P., 2008 The State of Empire: Pepe Escobar talks to David Harvey The Real News Network 19. kolovoza 2008.
- Schouten, P., 2008 Theory Talk #20: David Harvey on the Geography of Capitalism, Understanding Cities as Polities and Shifting Imperialisms  Arhivirana inačica izvorne stranice od 25. veljače 2010. (Wayback Machine) Theory Talks 9. listopada 2008.
- Harvey, D. 2008 The Right to the City  Arhivirana inačica izvorne stranice od 24. srpnja 2011. (Wayback Machine), 'New Left Review', listopad 2008
- Harvey, D. 2008. The Enigma of Capital. Predavanje na Diplomskom centru Gradskog sveučilišta u New Yorku 14. studenog 2008. audio
- Harvey, D. 2008. A Financial Katrina - Remarks on the Crisis. Predavanje na Diplomskom centru Gradskog sveučilišta u New Yorku 29. listopada 2008. audio
- Harvey, D. 2009. Why the U.S. Stimulus Package is Bound To Fail. 12. siječnja 2009.

## Poveznice
- Fakultetske stranice Diplomskog centra CUNY
- davidharvey.org Službene stranice. Treutačni otvoreni tečaj "Reading Marx’s Capital with David Harvey".
- Giovanni Arrighi, David Harvey i Joel Andreas o Arrighijevu Adamu Smithu u Pekingu (2008)